# Anbāstīq
Anbāstīq (persiska: انباستق, اَنبَستيق, اَنبَتيق, Anbāstaq, انباستیق) är en ort i Iran.   Den ligger i provinsen Östazarbaijan, i den nordvästra delen av landet, 500 km nordväst om huvudstaden Teheran. Anbāstīq ligger 1 534 meter över havet och antalet invånare är 230.
Terrängen runt Anbāstīq är lite bergig.Runt Anbāstīq är det ganska glesbefolkat, med 27 invånare per kvadratkilometer. Närmaste större samhälle är Peyghām, 13,5 km väster om Anbāstīq. Trakten runt Anbāstīq består i huvudsak av gräsmarker.